# Хмелько Валерій Євгенович
Вале́рій Євге́нович Хмелько́ (30 липня 1939, Київ — 30 жовтня 2021, там само)— український соціолог, фахівець у галузі макросоціології та електоральної соціології; професор кафедри соціології Національного університету «Києво-Могилянська академія», президент Київського міжнародного інституту соціології.

## Біографія
Закінчив фізичний (1961), філософський (1971) факультети та аспірантуру (1974) Київського державного університету ім. Т. Г. Шевченка. У 1975—1990 рр. працював науковим співробітником Інституту історії партії при ЦК КПУ. Доктор філософських наук (дисертація «Методологічні та методичні проблеми соціологічних досліджень впливу НТР на спрямованість особистості робочого промисловості», Київ, 1987).
У 1990–1992 рр. очолював у Києві Республіканський науково-практичний соціологічний центр Соціологічної асоціації України, на базі якого спільно з Володимиром Паніотто і Майклом Сваффордом у 1992 р. організував Київський міжнародний інститут соціології і став його президентом. Засновник і в 1992–2000, 2008–2010 рр. завідувач кафедри соціології Національного університету «Києво-Могилянська академія»; у 2000—2002 — декан організованого ним факультету соціальних наук і соціальних технологій цього ж університету. У 1993 р. — запрошений професор, в 1996, 2000 и 2001 рр. — запрошений дослідник департаменту соціології Університету Джонса Хопкінса (США). З 1971 р. член Радянської соціологічної асоціації, в 1987–1991 — член її президії; з 1990 р. член Соціологічної асоціації України, у 1990–1992 рр.її віце-президент, в 1998–2004 — член її Правління, у 2002–2007 — член її Комітету професійної етики; з 1998 р. член Міжнародної соціологічної асоціації. Член редколегії журналу Міжнародної соціологічної асоціації The International Journal of Sociology.
В останні роки відійшов від активної роботи. Помер 30 жовтня 2021 року у Києві.

## Науковий доробок
Фахівець у галузі макросоціології і соціології особистості. У макросоціології — автор прогнозу перетворення виробництва інформації в домінуючу сферу суспільного виробництва, концепції завершення соціогенезу з появою істот, здатних до створення знакових систем[джерело?], теорії історичних змін домінанти макроструктури процесів відтворення суспільства[джерело?], зокрема поняття людинотворчої революції, аналізу російсько-української лінгво-етнічної і біетнічної гетерогенності етнонаціональних структур регіонів України. У соціології особистості є автором концепції особистості як системи внутрішньої регуляції соціальної активності людини, спрямованості особистості як її диспозиційної структури, а також методик вимірювання параметрів та аналізу взаємозв'язків когнітивних і емотивних компонентів соціальних диспозицій.
За твердженням близького колеги Хмелька, доктора філософських наук В. І. Паніотто., в ранній статті Хмелька висунута теорія про зміну домінуючих видів виробництва, що випередила основну ідею книги Е. Тоффлера «Третя хвиля».
Основні праці:
- Виробничі відносини і суспільне виробництво життя // Вісник Київського університету. Серія філософії. — 1973. — № 7.[2]
- Найзагальніші особливості суспільних відносин // Філософська думка. — 1974. — N 6.[6]
- Содержание и структура производственных отношений как предмета общесоциологического исследования. Диссертация на соискание ученой степени кандидата философских наук. К.,1976.[7]
- Социально-политические проблемы НТР и идеологическая борьба. — К.: Политиздат Украины, 1978. — 368 с. (в соавторстве с В. В. Косолаповым и другими)
- Производство как общественный процесс (актуальные проблемы теории и практики) / Отв. ред. В. И. Толстых. — М.: Мысль, 1986. — 350 с. (в соавторстве с В. И. Толстых, В. М. Межуевым, В. Н. Мазуром и Э. М. Агабабьяном).
- Общественное производство жизни: структура процессов и ее динамика // Общественные науки. — 1987. — № 2
- Социальная направленность личности: некоторые вопросы теории и методики социологических исследований. — К.: Политиздат Украины, 1988. — 279 с.[8]
- НТР-контрастні групи промислових робітників: співвідношення когнітивних та емотивних структур життєвих диспозицій // Філософська думка. — 1990. — № 6
- Третій рік незалежності: що виявили другі президентські вибори // Бюллетень Киевского центра политических исследований и конфликтологии. — 1994. — № 6
- The Russian Factor and Territorial Polarization in Ukraine // The Harriman Review, vol. 9, № 1-2 (Spring), N.Y., 1996 (with D.Arel)
- Regionalism and Ethnic and Linguistic Cleavages in Ukraine // Contemporary Ukraine: Dynamics of Post-Soviet Transformation. — New York, London: M.E. Sharpe, 1998 (with A.Wilson)
- Complexity of Activities and Personality under Conditions of Radical Social Change: A Comparative Analysis of Poland and Ukraine // Social Psychology Quarterly, Vol.63, No.3, 2000 (with M.Kohn and others)
- Макросоциальные изменения в Украине: годы независимости // Мониторинг общественного мнения: экономические и социальные перемены. Москва: ВЦИОМ, 2001, № 5 (55)
- Macrosocial Change in Ukraine: the years of independence // Sisyphus. Social Studies. — 2002. — Vol. XVI
- Transformations of Social Structure in Ukraine during the Decade of Independence // Studia Socjologiczne (Warszawa). — 2004. — nr.4
- Лінгво-етнічна структура України: регіональні особливості та тенденції змін за роки незалежності // Наукові записки НаУКМА. Соціологічні науки. — 2004. — т.32[3]
- Соціальні структури і особистість: дослідження Мелвіна Л.Кона і його співпрацівників / Пер. з англ. за наук. ред. В. Є. Хмелька. — К.: Вид. дім "Києво-Могилянська академія, 2007. — 559 с.
- Social Structure and Personality during the Process of Radical Social Change: A Study of Ukraine in Transition // New Frontiers in Comparative Sociology / edited by Masamichi Sasaki (International Studies in Sociology and Social Anthropology, vol.109). — Leiden: Brill, 2009. — P.119-170 (with M.Kohn, V.Paniotto and Ho-fung Hung)
- Социальная основа расхождения электоральных предпочтений двух частей Украины на выборах 2004—2007 годов // Социология вчера, сегодня, завтра. Новые ракурсы.— СПб.: Эйдос, 2011. — С. 398—409.
- Паніотто В. І., Хмелько В. Є. Чи хочуть українці в ЄС?. «Українська Правда». 2011. Архів оригіналу за 14 липня 2013. Процитовано 20 грудня 2011.

Останнє дослідження, проведене під керівництвом Валерія Хмелька — «Аналіз соціальних чинників переважання проєвропейських чи проросійських геополітичних орієнтацій у регіонах України». Результати опубліковані його учнем у статті.